# ریوسوکه تاکاهاشی
ریوزوکه تاکاهاشی (ژاپنی: 高橋良輔؛ زادهٔ ۱۱ ژانویهٔ ۱۹۴۳) یک اَنیماتور، فیلم‌نامه‌نویس، و کارگردان فیلم اهل ژاپن است.
از فیلم‌ها یا مجموعه‌های تلویزیونی که وی در آن‌ها نقش داشته‌است می‌توان به دورورو، ققنوس و مشاهیر بزرگ جهان اشاره نمود.